# Neudorf im Weinviertel
Neudorf im Weinviertel (–2019 Neudorf bei Staatz) – gmina targowa w Austrii, w kraju związkowym Dolna Austria, w powiecie Mistelbach. Według danych Austriackiego Urzędu Statystycznego liczyła 1 413 mieszkańców (1 stycznia 2014).